# Oceanic (Isis-Album)
Oceanic ist das zweite Studioalbum der amerikanischen Band Isis. Das Konzeptalbum aus dem Jahr 2002 gilt als eine der wichtigsten Veröffentlichungen für die Entwicklung und Popularität des Genres Post-Metal.

## Entstehung
Entstanden sind sowohl das Albumkonzept als auch ein Großteil der einzelnen Titel als zufälliges Produkt üblicher Proben. Aaron Turner erklärte die Entstehung des ersten Stücks als maßgebend für die Entwicklung des gesamten Albums:

„Nach einem sehr langen und problematischen Prozess entstand ein Song, der den hohen Anforderungen der Band gerecht wurde: ‚The beginning and the end’, der Opener der Platte.(...) Da merkten wir, dass wir weiter gingen und neue Wege fanden. Die nächsten Songs bauten auf diesem ersten Schritt auf, bis wir schließlich genug für ein Album geschrieben hatten.“

Ein weiterer Faktor der die Entwicklung des Albums begünstigte, war die Kooperation mit Mike Pattons Independent-Label Ipecac Recordings, welches der Band künstlerische Freiheit zusagte und somit nicht in den Entstehungsprozess eingriff oder das geschaffene Album überarbeitete.

## Handlung
Aaron Turner, Sänger und kreativer Kopf der Band benannte das Konzept des Albums als eine tragische Liebesgeschichte. Dabei bleiben alle handelnden Figuren unbenannt.
Ausgangspunkt der Geschichte ist ein emotional gebrochener Mann, welcher sich in eine Frau verliebt (the Beginning and the End), jedoch entdeckt, dass diese ein inzestuöses Verhältnis zu ihrem Bruder unterhält (Hym/the Other). Da der Protagonist nicht in der Lage ist, das Verhältnis zu unterbinden, begeht er Selbstmord durch Ertrinken (From Sinking) und löst sich in der Urgewalt des Wassers auf, wodurch auch seine anfänglich beschriebene Sehnsucht nach Zugehörigkeit und Gemeinsamkeit (the Beginning and the End) Erlösung findet (Carry).
Ein durchgängiges Thema des gesamten Albums sowie auch weiterer Veröffentlichungen der Band (z. B. Red Sea EP und Celestial) ist Wasser als Allegorie für Weiblichkeit und weibliche Macht.

## Stilistische Einordnung
Isis kehren hier von ihrem bisherigen Genre Sludge ab und erweitern deutlich ihr musikalisches Spektrum.
So beginnt der erste Track des Albums The Beginning and the End zwar sludgetypisch mit kurz angeschlagenen und hart gespielten Gitarren und typischem Brüllgesang, wandelt sich jedoch nach eineinhalb Minuten hin zu einer sphärisch ruhigen Passage, die im Folgenden nur von kurzen Fortissimoausbrüchen unterbrochen wird. Diesen eingeschlagenen Kurs verfolgt das Album über die Spielzeit des gesamten Albums hinweg. Aggressive Ausbrüche wechseln mit sphärischen Passagen, was sich auch über mehrere Stücke erstrecken kann wie die zentralen ruhigen Instrumentals -(der 5. Titel), Maritime und das nahezu wortlose Weight belegen.
Um das Albumkonzept musikalisch zu vertiefen und die Stücke miteinander zu verbinden, nutzen Isis auch die Wiederholung bestimmter Melodien und Riffs. So findet sich zum Beispiel ein Gitarrenmotiv aus dem Titel Carry in der Melodie des weiblichen Gesangs im Titel Weight wieder.
Derweil wird die Rahmenhandlung von Oceanic musikalisch entsprechend untermalt. Das Thema Wasser findet sich so fortwährend in der Musik wieder. Hierzu werden auf Oceanic nicht nur entsprechende Samples (u. a. Walgesänge und Meeresgeräusche) genutzt, sondern auch Möglichkeiten der sinfonischen Dichtung ausgeschöpft.

## Gestaltung
Die graphische Gestaltung des Albums greift ebenfalls das Ozeanthema auf. Front- und Rückseite werden vollständig von der dunklen Fotografie einer gekräuselten Wasseroberfläche eingenommen. Am rechten Bildrand der Front liegt auf der Mittellinie der Bandschriftzug sowie ein stilisiertes Piktogramm, das einem Holzschnitt entspricht und den Wellenschlag einer Wasseroberfläche darstellt.
Titelangaben sowie Albumtitel finden sich im Absatz des klaren Jewelcase. Das Inlay sowie die CD selbst nutzen das Negativ des Frontbildes. Auf der CD findet sich, erneut auf der rechten Seite, der Holzschnitt sowie Band- und Albumname. Im Booklet sind die Songtexte von grünlichen Wasser- und Meeresfotografien gerahmt. Beigelegt ist ein weiteres Heft, welches neben Band-, Label und Titelangaben ein weiteres Meeresfoto und einige Ergänzungen zur konzeptionellen Geschichte des Albums enthält.

## Wirkung
Oceanic gilt als wichtige  Initialzündung für das Genre des Post-Metals. Verschiedene Bands wie Mouth of the Architect vergleichen sich mit Isis, werden wie Callisto oder Cult of Luna mit dem Album in Verbindung gebracht oder bezeichnen die Band und Oceanic direkt als wichtigen Einfluss, wie dies Rosetta tun. Andere Bands wie Russian Circles nennen den Vergleich zumindest einen bedeutenden Beitrag für ihre eigene Bekanntheit. Das deutsche Magazin Visions führte im Frühjahr 2017 das Album in ihrer Liste der 66+6 besten Metal-Alben des dritten Jahrtausends.

## Kritik
Die Fachpresse bescheinigt dem Album durchgehend herausragende musikalische wie inhaltliche Leistungen. So nannte Marcus Schleutermann vom Rock Hard das Album „ein klaustrophobisches Kunstwerk voller Anmut.“ und vergab 8,5 von 10 möglichen Beurteilungspunkten. Auch gängige Onlinemagazine stimmen dieser Beurteilung zu, so benotet Whiskey Soda das Album mit der Schulnote 1+ und bezeichnet Oceanic als eine Platte des Jahres welche über jeden Zweifel erhaben sei. CD Starts vergibt an das Album 9 von 10 möglichen Punkten und hebt den Anspruch der Veröffentlichung hervor:

„Die Erforschung dieses Klangkosmos erfordert natürlich Zeit und nachhaltige Beschäftigung und setzt fast den Einsatz von Kopfhörern voraus. Doch hat man sich einmal in diese monumentale Platte reingefunden, dann schafft „Oceanic“ etwas, was nur auf ganz wenigen Longplayern gelingt: Vertonte Emotionen, die Worte nicht erfassen können. Düster und doch schön.“

Auch das genrebezogene Onlinemagazine Metal1 vergibt 10 von 10 möglichen Punkten und empfiehlt das Album als kommenden Klassiker der jüngeren Musikgeschichte.
Das Onlinemagazine Vampster betont das Gesamtkonzept und die aggressive Produktion:

„Textlich, optisch und klanglich ist diese Scheibe ebenso originell wie musikalisch. Das schwer durchschaubare Konzept von Aaron Turner, das eine zynische Tragödie zwischen Hoffnungslosigkeit, Vertrauensbruch und Inzest behandelt, geht nur schwer konform mit den schönen Bildern von Gewässern und doch bleibt ein Ganzes bestehen. Die Produktion von Matt Bayles ist rau, ungemütlich und ursprünglich wie schon auf dem genialen Debütalbum "Celestial", doch ein Schritt in Richtung Differenziertheit ist gegeben. "Oceanic" ist ein Werk, das wie wenige andere ein Ganzes darstellt und die ganze Aufmerksamkeit des Hörers fordert.“

## Titelfolge
Alle Stücke wurden von der Band gemeinsam verfasst
1. The Beginning and the End – 8:08 feat. Maria Christopher, Ayl Noar
2. The Other – 7:15
3. False Light – 7:42
4. Carry – 6:46 feat. Maria Christopher
5. - – 2:05
6. Maritime – 3:03
7. Weight – 10:46 feat. Maria Christopher, Ayl Noar
8. From Sinking – 8:24
9. Hym – 9:14

Gesamtspieldauer – 63:23